# Dentex fourmanoiri
Dentex fourmanoiri és un peix teleosti de la família dels espàrids i de l'ordre dels perciformes.

## Morfologia
Pot arribar als 21,5 cm de llargària total.

## Distribució geogràfica
Es troba a les costes del Pacífic sud-occidental (Nova Caledònia).